# HMS 아거스 (I49)
HMS 아거스(영어: HMS Argus)는 영국 해군에서 1918년에서 1944년까지 사용된 항공모함이다. 이 함선은 최초로 현대 항모의 표준을 보여주는 항공모함이다. 그에 걸맞게 평갑판에서 항공기를 이,착륙 시킬 수 있는 특징을 지녔다. 별칭은 "Ditty Box→작은 상자"로 선원들의 도구와 비슷하기 때문이었다.

## 구조
아거스는 1914년, 글래스고의 윌리엄 비어드모어 사에서 기공되었다. 그러나, 진수되었을 때, 영국 해군에서 구입하면서 항공모함으로 전환되었다. 처음 만들어질 때는 평갑판에 가로막혀있지 않았다. 항모 HMS 퓨러스보다 먼저 선미와 후미가 나뉜 갑판의 형태로 제작되었다. 처음에는 평갑판 양 측면에 육지와 연결할 수 있는 다리를 달려는 계획이 있었지만 후에 갑판 위의 기류로 인하여 문제가 생겼기 때문에 취소되었다.
항공기 격납고는 매우 크고 내부는 내화성 막으로 나누었다. 그 결과, 아거스는 2차 세계대전 때 항공기의 날개를 접지 않고도 격납고로 들일 수 있는 영국의 항공모함이 되었다.